# Federal Hall
Federal Hall está localizado en el Wall Street 26, en la ciudad de Nueva York, fue el primer capitolio de los Estados Unidos de América y el lugar de la investidura de George Washington en 1789. El edificio original fue destruido en el siglo XIX y reemplazado por el actual edificio, el cual sirvió como la primera Cámara de Transacciones. Hoy, el Federal Hall National Memorial, como es conocido por los norteamericanos, está bajo la custodia del National Park Service como museo conmemorativo de los sucesos que tuvieron lugar en ese mismo emplazamiento.

## Historia del edificio

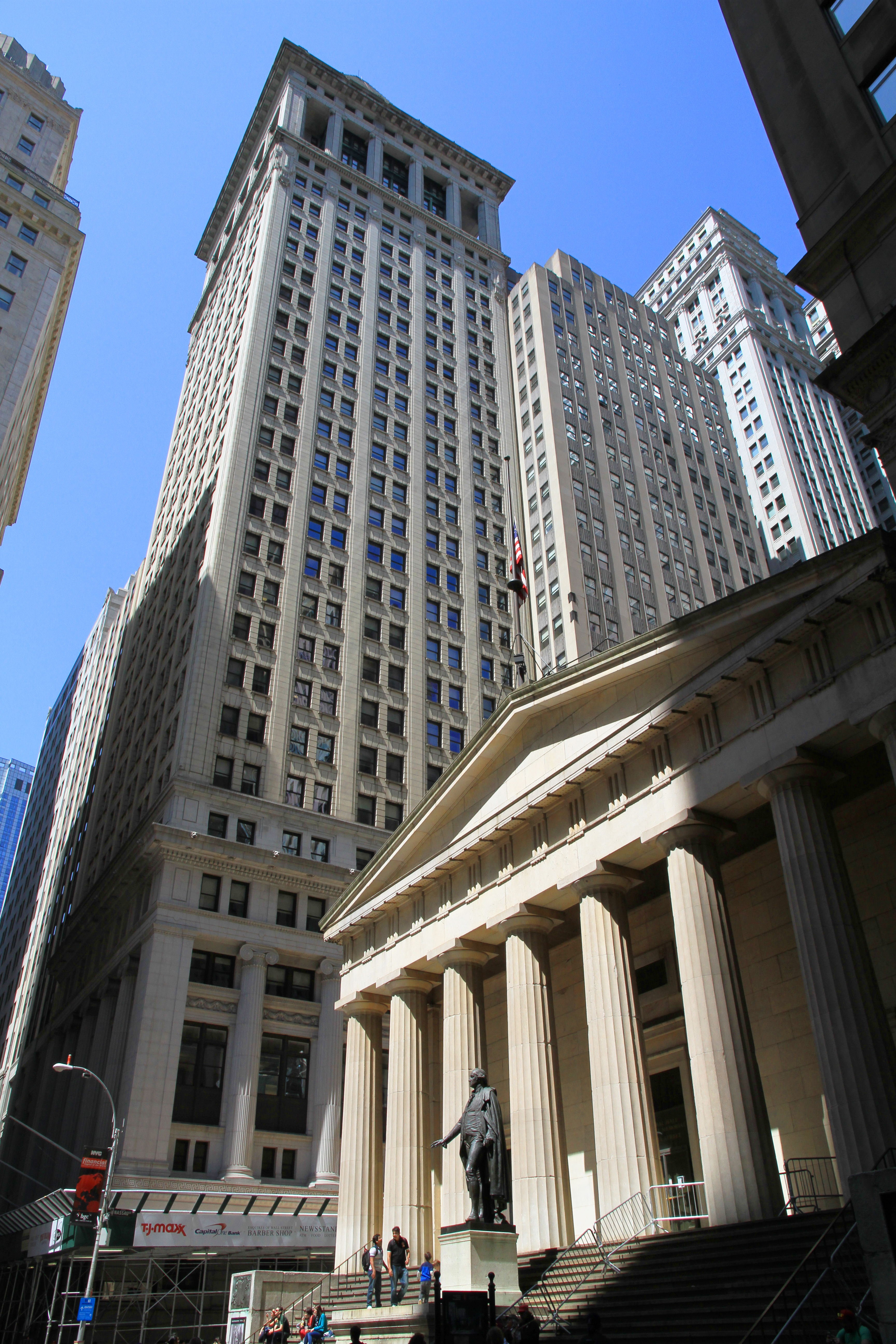
Federal Hall National Memorial

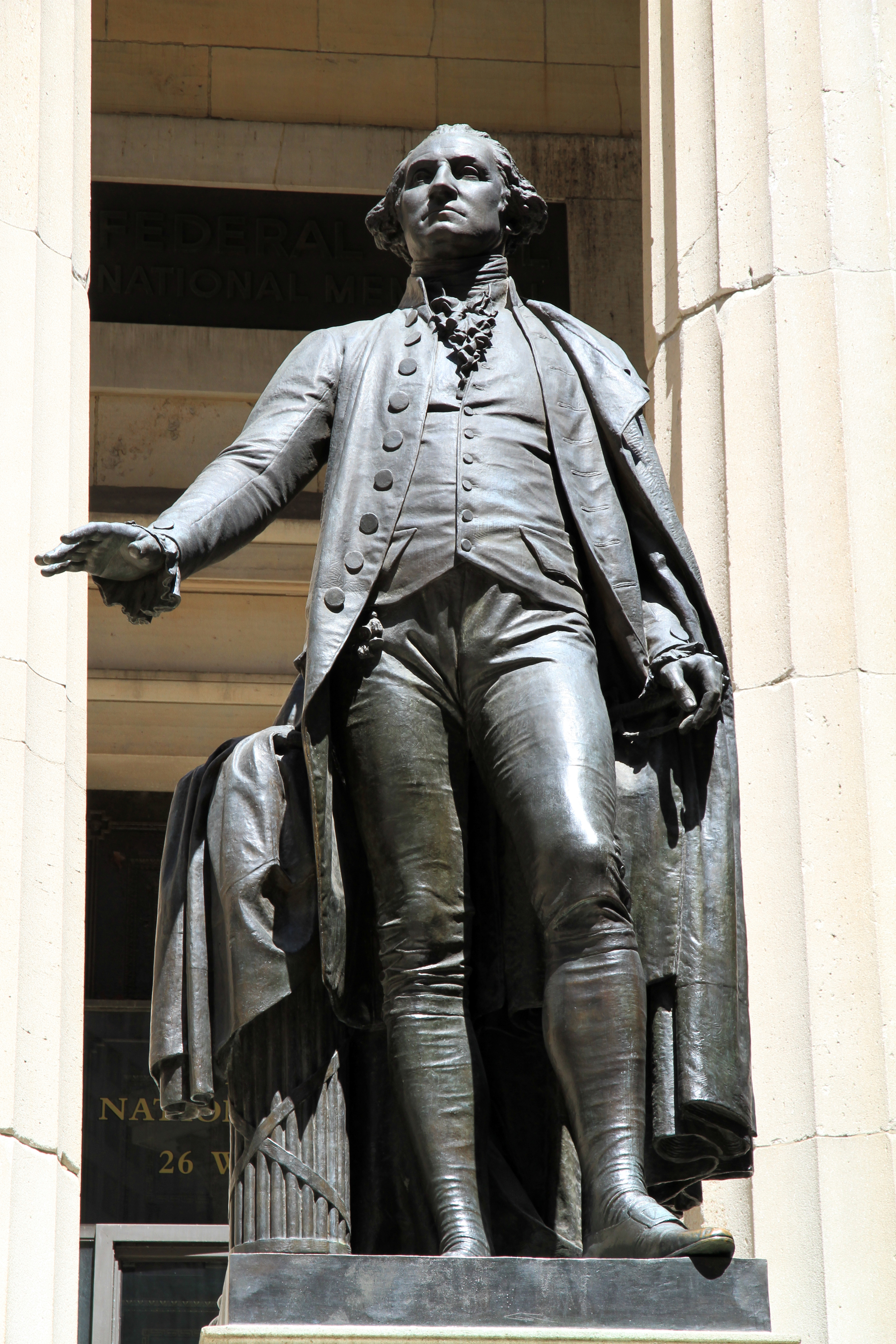
Estatua de George Washington.

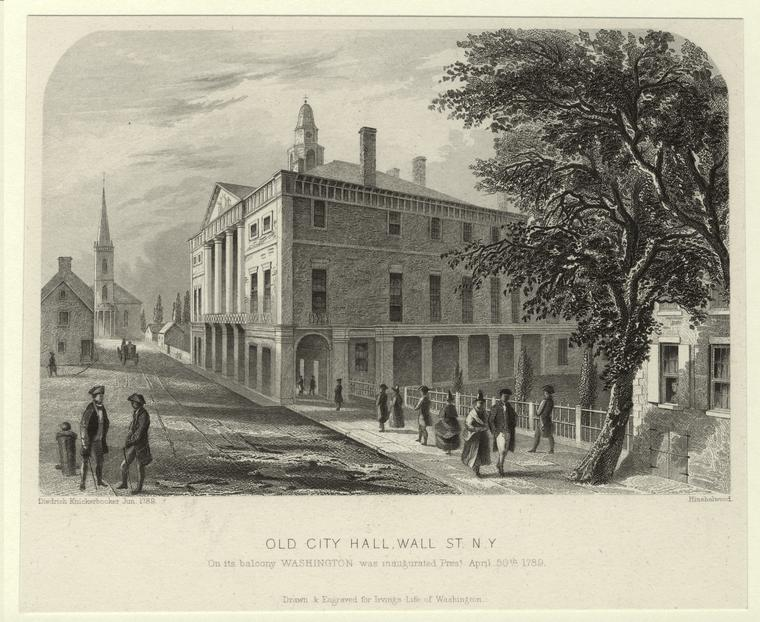
Dibujo del antiguo ayuntamiento, 1789.

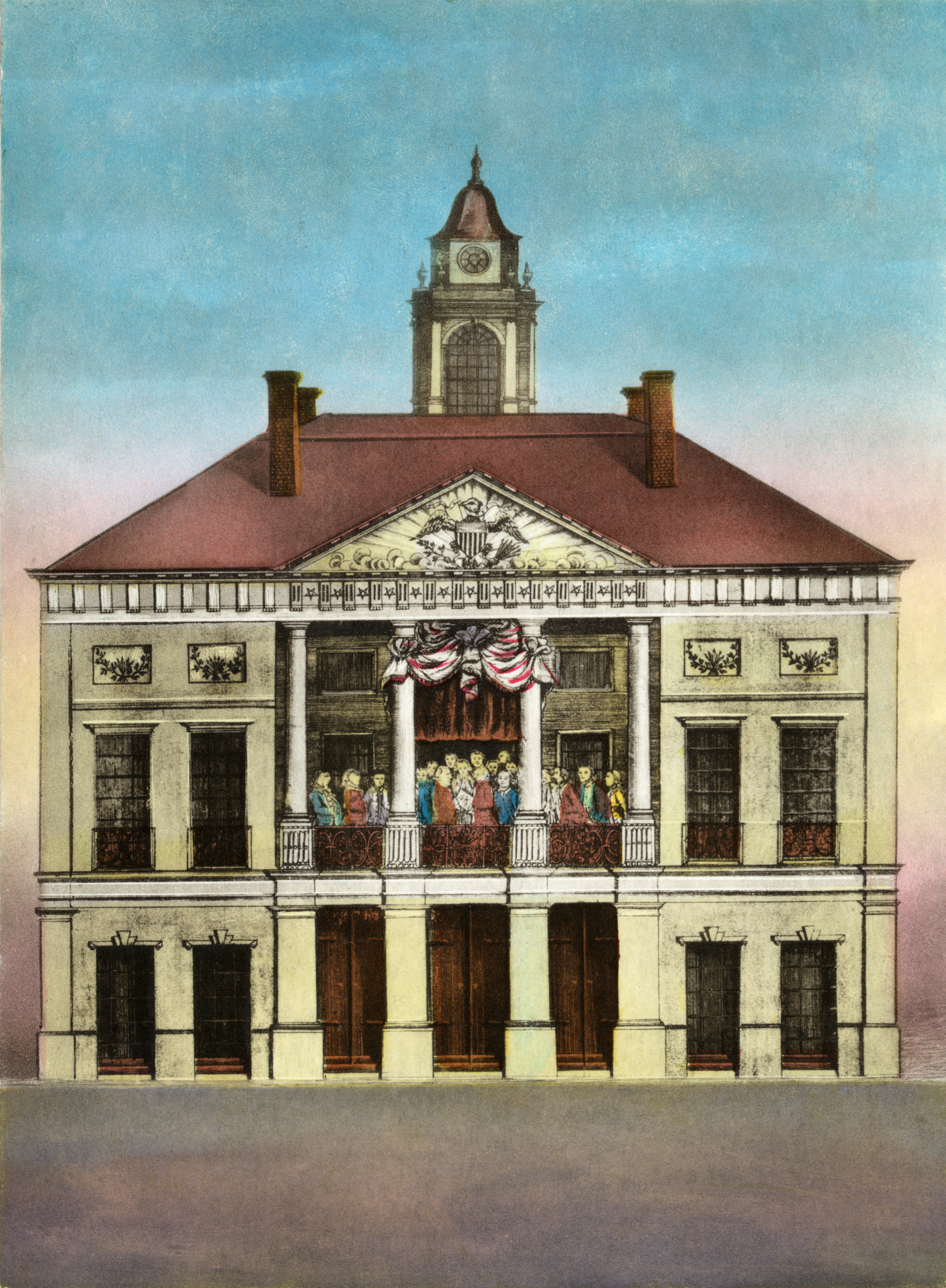
El antiguo Federal Hall, grabado antes de 1812.

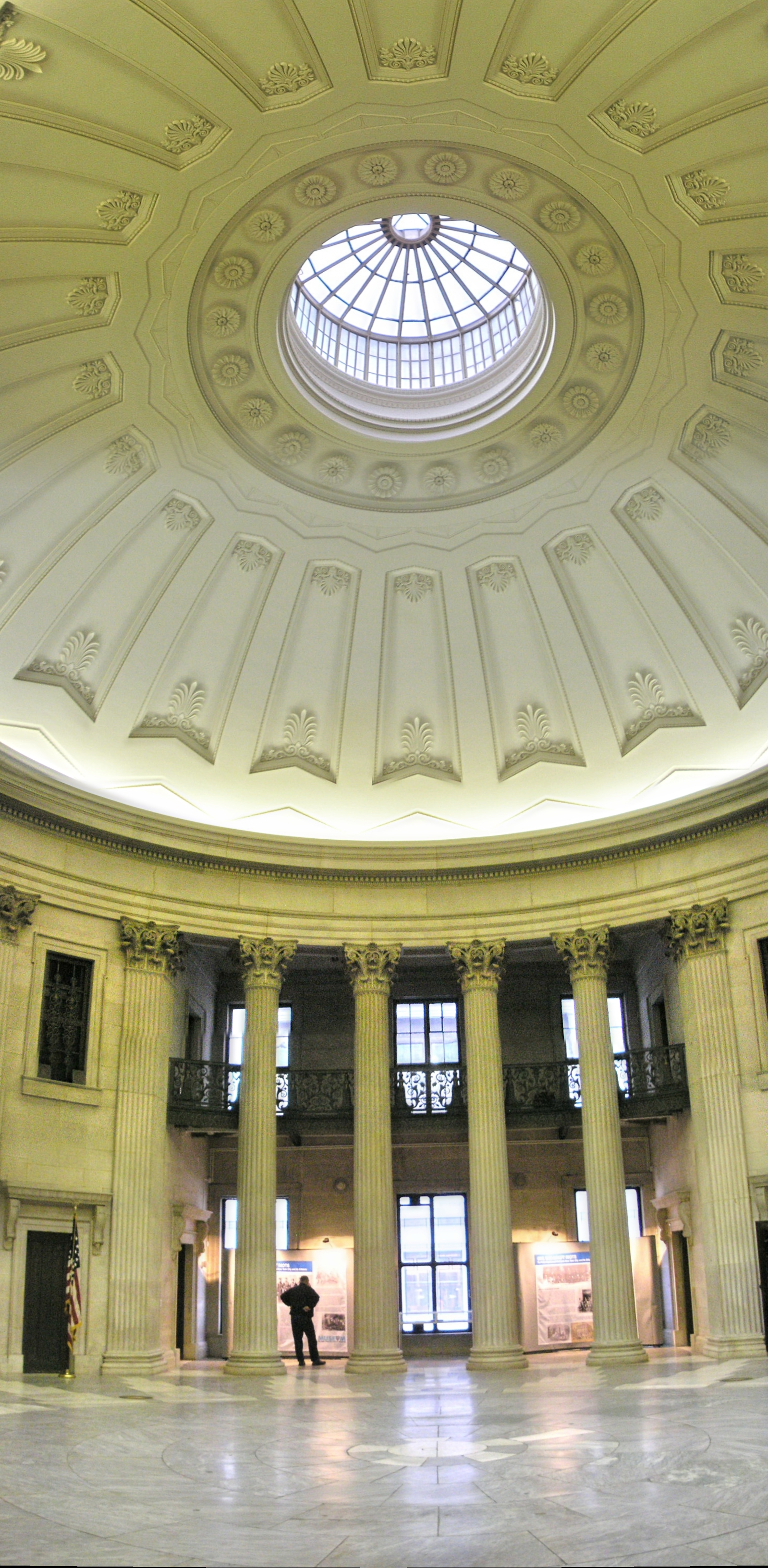
Hall principal.

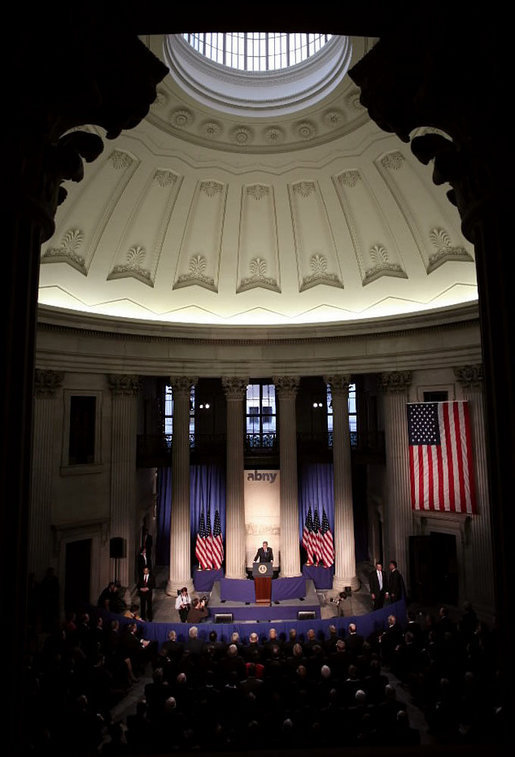
El presidente de los EUA George W. Bush anuncio políticas económicas en el Federal Hall, 31 de enero de 2007.

La estructura original fue construida como el ayuntamiento de Nueva York en 1700. En 1735, John Peter Zenger, un reportero americano, fue arrestado por calumniar al gobernador británico y fue encerrado ahí.
En octubre de 1765, delegados de nueve de las 13 colonias se reunieron en un congreso conocido como Stamp Act Congress en respuesta al cobro por parte del Stamp Act realizado por el Parlamento Británico. Se unieron juntos por primera vez en una oposición organizada en contra de las políticas británicas, los asistentes mandaron un mensaje al rey Jorge III, a la cámara de los Lores, y a la cámara de los comunes, pidiendo expresamente los mismos derechos que los residentes de Gran Bretaña y en oposición a la llamada "imposición sin representación".
Tras la Revolución Americana, el Ayuntamiento sirvió como punto de encuentro para el Congreso de los Estados Unidos bajo los Artículos de la Confederación, desde 1785 hasta 1789. Los actos acogidos en este momento incluyen la Ordenanza del Noroeste, el cual serviría como germen para lo que terminaría siendo los estados de Ohio, Indiana, Illinois, Míchigan y Wisconsin, pero fundamentalmente prohibiría la esclavitud en los futuros estados.
En 1788 el edificio fue remodelado y agrandado bajo la dirección de Pierre Charles L´enfant, quien posteriormente sería elegido por el presidente Washington para diseñar la capital en el Potomac. Este fue el primer ejemplo de la arquictectura del Estilo Federal en los Estados Unidos. Fue renombrado Federal Hall cuando vino a ser el primer capitolio de los Estados Unidos bajo la constitución de 1789. El primer congreso de los Estados Unidos acaeció en este lugar, el 4 de marzo de 1789, con la intención de establecer el nuevo gobierno federal, y lo primero que hicieron fue contabilizar los votos que culminaron con el nombramiento de George Washington como el primer presidente de los Estados Unidos. Fue proclamado como tal en frente del edificio el 30 de abril de 1789.
Varios de los más notables hechos legislativos han tenido lugar en el primer congreso en el Federal Hall. Primeramente se adoptó la lista de derechos de la constitución de los EE. UU., no mucho después de que la nueva constitución estuviera ratificada, muchos americanos comenzaron a expresar su preocupación por la limitada protección de los derechos individuales. En principio se trabajaron 12 enmiendas, 10 de ellas encontraron respaldo, y el 25 de septiembre de 1789, la lista de Derechos fue adoptada en el Federal Hall, estableciendo las libertades que ya 24 años antes fueron reivindicadas en el Stamp Act Congress.